# Czerniatyń Mały
Czerniatyń Mały (ukr. Малий Чернятин) – wieś w rejonie chmielnickim obwodu chmielnickiego.
Wieś skonsolidowana z Bułajówką.
Znajduje się tu stacja kolejowa Antoniny, położona na linii Szepetówka – Starokonstantynów.

[październik 1917]: W Antoninach było wtedy spokojnie, bezpiecznie jak za starego régime. Ponieważ ruch chłopski szedł od Kijowszczyzny i Podola, więcej na zachód wysunięte Antoniny miały dopiero za kilka tygodni przeżywać to, co u nas osiągnęło już swoją pełnię (...) Najbliższe folwarki: Józin, Bułajówka i Wolica stały nienaruszone.